# Cupedora marcidum
Cupedora marcidum é uma espécie de gastrópode  da família Camaenidae.
É endémica da Austrália.